# Bandiera di Singapore
La bandiera di Singapore consiste di due fasce orizzontali, rosso su bianco. Il rosso simboleggia la fratellanza universale e l'uguaglianza tra gli uomini; il bianco, la purezza e la virtù. Nell'angolo superiore sinistro si trovano una mezzaluna con falce aperta a destra e cinque stelle disposte in cerchio. La mezza luna rappresenta una giovane nazione in ascesa, e fu inserita a rappresentanza nella componente islamica della popolazione. Le cinque stelle rappresentano gli ideali di Singapore di democrazia, pace, progresso, giustizia ed uguaglianza, ma sono anche rappresentazione della componente cinese della popolazione, essendo le cinque stelle rappresentate nella bandiera cinese.
La bandiera fu adottata nel dicembre del 1959, quando Singapore era ancora una colonia britannica, seppur da poco fornita di autonomia interna. In precedenza, a partire dalla fine della guerra, era utilizzata una tipica bandiera coloniale. Prima dell'occupazione giapponese, invece, Singapore non aveva alcuna bandiera propria, essendo parte della colonia malese.

## Bandiere storiche

Bandiera degli Stabilimenti dello Stretto (1904-1925)
Bandiera degli Stabilimenti dello Stretto (1925-1946)
Bandiera della Colonia di Singapore (1946-1952)
Bandiera della Colonia di Singapore (1952-1959)